# Gabriele Weinspach
Gabriele Weinspach (* 1. April 1968 in Hannover) ist eine deutsche Schauspielerin.

## Leben
Gabriele Weinspach machte von 1989 bis 1993 eine Schauspielausbildung an der Stage School of Dance and Drama sowie am Bühnenstudio der darstellenden Künste in Hamburg. Dort spielte sie in Theaterrollen wie Der Entertainer (Thalia Theater), Der Froschkönig (Ernst-Deutsch-Theater) und Mein Vater der Junggeselle (Hamburg, Berlin und Tournee) sowie im Musical Grease (Imperial Theater, 1994) mit. 
Später war sie in verschiedenen Fernsehserien und Filmen zu sehen, so  in Gegen den Wind, Der Hochstapler und Großstadtrevier. Von 2000 bis 2003 spielte sie in der Daily-Soap Unter uns die Rolle Helena Kramer, geb. Lasalle. Im Jahr 2006 spielte sie in der Komödie Düsseldorf als Eva Jackson in dem Stück Frohe Feste von Alan Ayckbourn. Mit diesem Stück ging sie im Jahr 2007 auf Tournee in Deutschland und in der Schweiz.
Gabriele Weinspach lebt in Köln und auf Mallorca. 